# Anna Surkova
Anna Aleksandrovna Surkova (en russe : Анна Александровна Суркова) est une fondeuse russe, née Nechaevskaya (Нечаевская) le 21 août 1991 à Tyoplyy Ruchey. Elle est spécialiste des épreuves de distance, remportant une médaille de bronze en relais aux Jeux olympiques en 2018.

## Carrière
Nechaevskaya prend part à des manches de la Coupe d'Europe de l'Est à partir de la saison 2009-2010. En 2011, elle obtient ses premiers résultats significatifs, gagnant la poursuite des Championnats de Russie chez les juniors, puis une médaille d'argent en relais aux Championnats du monde junior à Otepää. Juste après, elle est intégrée au relais russe lors de la manche de Coupe du monde à Rybinsk. À ce niveau, elle fait ses débuts individuels en 2013 à Sotchi (40e).
La Russe obtient une place à part entière dans l'équipe nationale élite lors de la saison 2014-2015, où elle disupte le mini-tour de Lillehammer, puis le Tour de ski, où elle marque ses premiers points pour la Coupe du monde. En 2016, elle retrograde dans le circuit continental est-européen, mais gagne le titre de championne de Russie sur le trente kilomètres. En 2017, elle remporte le classement général de la Coupe d'Europe de l'est et participe avec succès à l'Universiade d'Almaty, où elle glane quatre médailles, dont deux en or.
Ainsi, elle retrouve le plus haut niveau au début de l'hiver 2017-2018 et avec réussite, terminant notamment 18e du Tour de ski.
Après avoir terminé dixième du dix kilomètres libre, soit son meilleur résultat individuel jusque là, elle remporte la médaille de bronze du relais féminin lors des Jeux olympiques à Pyeongchang, sous couleurs neutres. 
En 2018-2019, elle améliore encore ses résultats, se classant douzième du Tour de ski, avec en prime le quatrième temps sur la montée finale. Après une dixième place au dix kilomètres d'Ulricehamn, elle dispute ses premiers championnats du monde, gagnant la médaille de bronze du relais avec Yulia Belorukova, Anastasia Sedova et Natalia Nepryaeva.

## Palmarès

### Jeux olympiques d'hiver
| Épreuve / Édition   | Sprint                           | Sprint    | 10 km | 10 km                            | Skiathlon 2 × 7,5 km | 30 km | Relais | Relais                              |
| Épreuve / Édition   | libre                            | classique | libre | classique                        | Skiathlon 2 × 7,5 km | 30 km | Sprint | 4 × 5 km                            |
| JO 2018 Pyeongchang | Épreuve inexistante à cette date | —         | 10e   | Épreuve inexistante à cette date | —                    | —     | —      | Médaille de bronze, Jeux olympiques |

Légende :
- : troisième place, médaille de bronze
- : pas d'épreuve
- — : Non disputée par Nechaevskaya

### Championnats du monde
| Épreuve / Édition     | Sprint | Sprint                           | 10 km                            | 10 km     | Skiathlon 2 × 7,5 km | 30 km | Relais | Relais                    |
| Épreuve / Édition     | libre  | classique                        | libre                            | classique | Skiathlon 2 × 7,5 km | 30 km | Sprint | 4 × 5 km                  |
| Mondiaux 2019 Seefeld | —      | Épreuve inexistante à cette date | Épreuve inexistante à cette date | —         | 15e                  | 17e   | —      | Médaille de bronze, monde |

Légende :
- : troisième place, médaille de bronze
- : pas d'épreuve
- — : Non disputée par Nechaevskaya

### Coupe du monde
- Meilleur classement général : 33e en 2019.
- Meilleur résultat individuel : 4e (sur une étape).

#### Classements détaillés
| Saison / Épreuve | Saison / Épreuve | Général | Général | Distance | Distance | Sprint | Sprint | Tour de ski depuis 2007 | Finales depuis 2008 | Nordic Opening depuis 2011 | Ski Tour depuis 2020 |
| ---------------- | ---------------- | ------- | ------- | -------- | -------- | ------ | ------ | ----------------------- | ------------------- | -------------------------- | -------------------- |
| Saison / Épreuve | Saison / Épreuve | Class.  | Points  | Class.   | Points   | Class. | Points | Tour de ski depuis 2007 | Finales depuis 2008 | Nordic Opening depuis 2011 | Ski Tour depuis 2020 |
| 2015             | 2015             | 101e    | 15      | 73e      | 15       | -      | -      | 34e                     | -                   | 58e                        | -                    |
| 2017             | 2017             | 115e    | 2       | 91e      | 2        | -      | -      | —                       | -                   | -                          | -                    |
| 2018             | 2018             | 47e     | 127     | 36e      | 75       | -      | -      | 18e                     | -                   | 37e                        | -                    |
| 2019             | 2019             | 33e     | 215     | 26e      | 127      | -      | -      | 12e                     | -                   | -                          | -                    |
| 2020             | 2020             | 53e     | 72      | 42e      | 43       | -      | -      | 29e                     | -                   | -                          | 28e                  |
| 2021             | 2021             | 38e     | 141     | 32e      | 105      | -      | -      | 22e                     | -                   | -                          | -                    |

### Championnats du monde junior
- Otepää 2011 :
  -  Médaille d'argent du relais.

### Universiades
- Almaty 2017 :
  -  Médaille d'or de la poursuite (5 km).
  -  Médaille d'or du relais.
  -  Médaille d'argent du cinq kilomètres.
  -  Médaille d'argent du quinze kilomètres (mass-start).

### Coupe d'Europe de l'Est
- Première du classement général en 2017.
- 16 podiums, dont 8 victoires.

### Coupe OPA
- 1 podium.

### Championnats de Russie
- Gagnante du trente kilomètres en 2016.
- Gagnante du dix kilomètres libre en 2017.